# Россия (крейсер)
Росси́я — броненосный крейсер российского императорского и советского флотов. Построен на верфи Балтийского завода по проекту корабельного инженера Н. Е. Титова.

## Конструкция
Крейсер представлял собой дальнейшее развитие идей, реализованных в проекте крейсера «Рюрик» — предпочтение было отдано дальности и автономности плавания в ущерб скорости, вооружению и бронированию. Основные отличия от «Рюрика» — более полное бронирование борта при меньшей толщине брони, наличие второго броневого пояса, размещение части артиллерии в броневых казематах, установка в батарейной палубе броневых траверзов, применение водотрубных котлов, отказ от тяжёлого рангоута. От броненосных крейсеров других стран отличался увеличенным водоизмещением, высотой борта и удлинённостью.

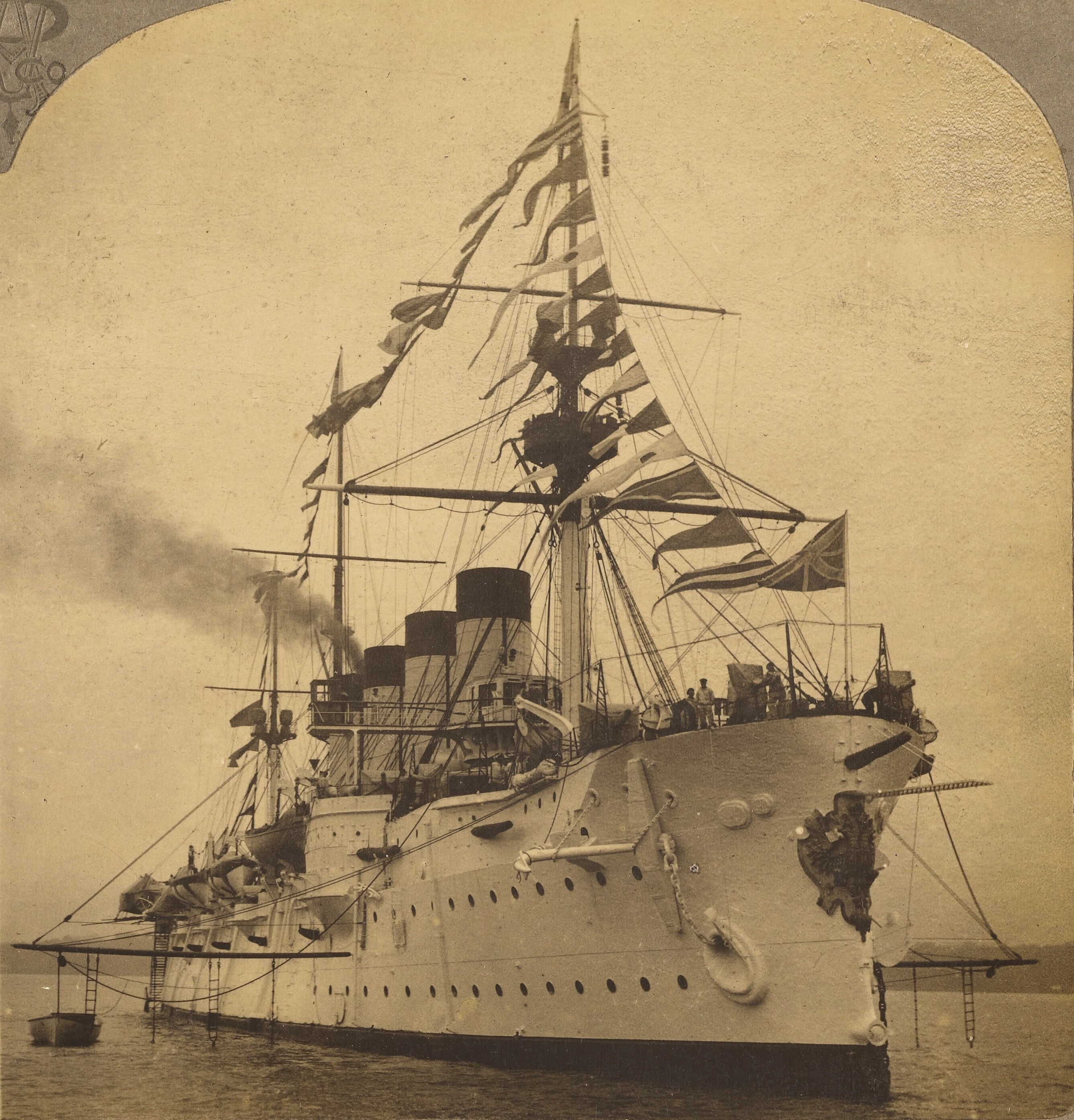
Крейсер «Россия» на Дальнем Востоке, 1902 год.

Проектирование «Рюрика № 2», как назвал его управляющий Морского министерства адмирал Н. М. Чихачев, началось ещё до спуска «Рюрика». Новый крейсер должен был, сохранив прежние размеры, характеристики и вооружение, отличаться от первого более полным бронированием: при 203-мм толщине главного броневого пояса по ватерлинии требовалось предусмотреть выше её второй пояс и траверзы в оконечностях. Использование мирового опыта привели к ряду принципиальных изменений. А именно: увеличение скорости с 18 до 19 узлов, по настоянию Н. Е. Кутейникова применили водотрубные котлы и, следуя модным течениям крейсеростроения, установили добавочную вспомогательную машину, действующую на собственный (третий) гребной вал.
По предложению управляющего Морским министерством заменили шесть 120-мм пушек на четыре 152-мм. С помощью перемещения пушек и боевой рубки удалось обеспечить нормальные углы возвышения носовых 203-мм орудий. Кормовую 152-мм пушку с батарейной палубы перенесли на палубу юта, но погонную 152-мм пушку переносить из-под полубака на его палубу не стали (это было сделано лишь в 1904 году). Разнокалиберность артиллерии ещё более усугубили установкой только что появившихся патронных 75-мм пушек.
Между орудиями в казематах установили разделительные полупереборки из 37-мм брони, увеличили до 305-мм бронирование боевой рубки, а незащищённые на «Рюрике» кожухи элеваторных шахт прикрыли 76-мм бронёй.

## Постройка
Постройка крейсера затягивалась из-за проектных неувязок, необходимости строительства крытого каменного эллинга и перестройки судостроительной мастерской. Тем не менее, к моменту официальной закладки 20 мая 1895 года в составе корпуса на стапеле было более 1400 т металла, включая 31-тонный бронзовый форштевень. В августе установили двойной ахтерштевень с рулевой рамой, к осени — кронштейны гребных валов. Тогда же стальной корпус стали обшивать деревом и медью. В октябре начали прибывать заказанные во Франции водотрубные котлы Бельвиля. Как раз в это время в мастерских завода завершали сборку главных машин.
Завод рассчитывал подготовить крейсер к ходовым испытаниям к осени 1896 года с тем, чтобы окончательно сдать его в 1897 году, но министра Н. М. Чихачёва эти сроки не устраивали, и он требовал завершить все испытания и подготовить крейсер к плаванию уже в октябре 1896 года, хотя Обуховский завод обещал поставить 152-мм пушки не ранее апреля 1898 года. Однако изготовление орудий и минного вооружения ускорили. Часть гарвеированных броневых плит заказали (с переплатой за срочность) в США на заводе Карнеги.
Форсирование работ сделало возможным его спуск на воду 30 апреля 1896 года, после чего начались работы по установке броневых плит, продлившиеся до конца лета. Чтобы крейсер не застрял на всю зиму в Кронштадте, завершение работ решили провести в незамерзающем порте Либава, для чего порт срочно пришлось дооборудовать. Наблюдать за достройкой крейсера в Либаве назначили младшего помощника судостроителя А. И. Моисеева.

## Инцидент на Кронштадтском рейде
1 октября 1896 года на «России» успешно провели швартовные испытания механизмов, а 5 октября крейсер впервые поднял андреевские флаг, вымпел и гюйс. Согласно первому строевому рапорту командира, на корабле было 598 рядовых, 68 унтер-офицеров и 23 офицера.
Выход на кронштадтский рейд проходил при сильном ветре (порывы до 11 баллов). При приближении к месту стоянки на Большом рейде сильным порывом ветра нос крейсера резко бросило в сторону. Остановить снос корабля не удалось, и его всем бортом прижало к отмели. Волнами крейсер начало бить о грунт — пришлось затопить несколько междудонных отсеков, чтобы смягчить удары. Попытки снять корабль с мели с помощью броненосца береговой обороны «Адмирал Ушаков» и эскадренного броненосца «Сисой Великий» не увенчались успехом — уровень воды заметно упал, и крейсер плотно сел на грунт.
Утром 27 октября к месту аварии прибыл управляющий Морским министерством вице-адмирал П. П. Тыртов, который одобрил решение углубить грунт под левым бортом крейсера, чтобы столкнуть его в вырытый рядом канал. В Петербурге, Либаве, Гельсингфорсе начали готовить землечерпательные и землесосные снаряды. В ночь на 29 октября, пользуясь подъёмом воды, предприняли ещё одну неудачную попытку стащить крейсер с мели на буксире.
30 октября на крейсере поднял флаг контр-адмирал В. П. Мессер, принявший на себя руководство работами. К 11 ноября вдоль левого борта крейсера был сделан ров глубиной 7,5—8,5 м. Одновременно грунт выбирали и из-под правого борта. При каждом подъёме воды броненосцы «Адмирал Ушаков» и «Адмирал Сенявин» пытались стащить крейсер с мели, но 15 ноября эти попытки были прекращены.
Несмотря на приближение зимы, В. П. Мессер отказался от предложения подготовить крейсер к зимовке во льдах и приказал форсировать дноуглубительные работы. Эти работы продолжались и после того, как Балтику сковало льдом — команда крейсера прорубала во льду проходы для землечерпалок. К 4 декабря до 30 м длины крейсера были уже на чистой воде. На льду в 200 м от борта крейсера установили три деревянных ручных шпиля. В 2 часа утра 15 декабря, с очередным подъёмом воды, шпили привели в действие. За ночь «Россия» подвинулась в сторону на 25 м и почти столько же прошла вперёд. Утром начали продвигать крейсер вперёд, постепенно разворачивая в канал на фарватер. Около 2 ч дня стало ясно, что крейсер уже на чистой воде. В 4 ч он отдал якорь в Средней гавани против Николаевского дока.

## История службы

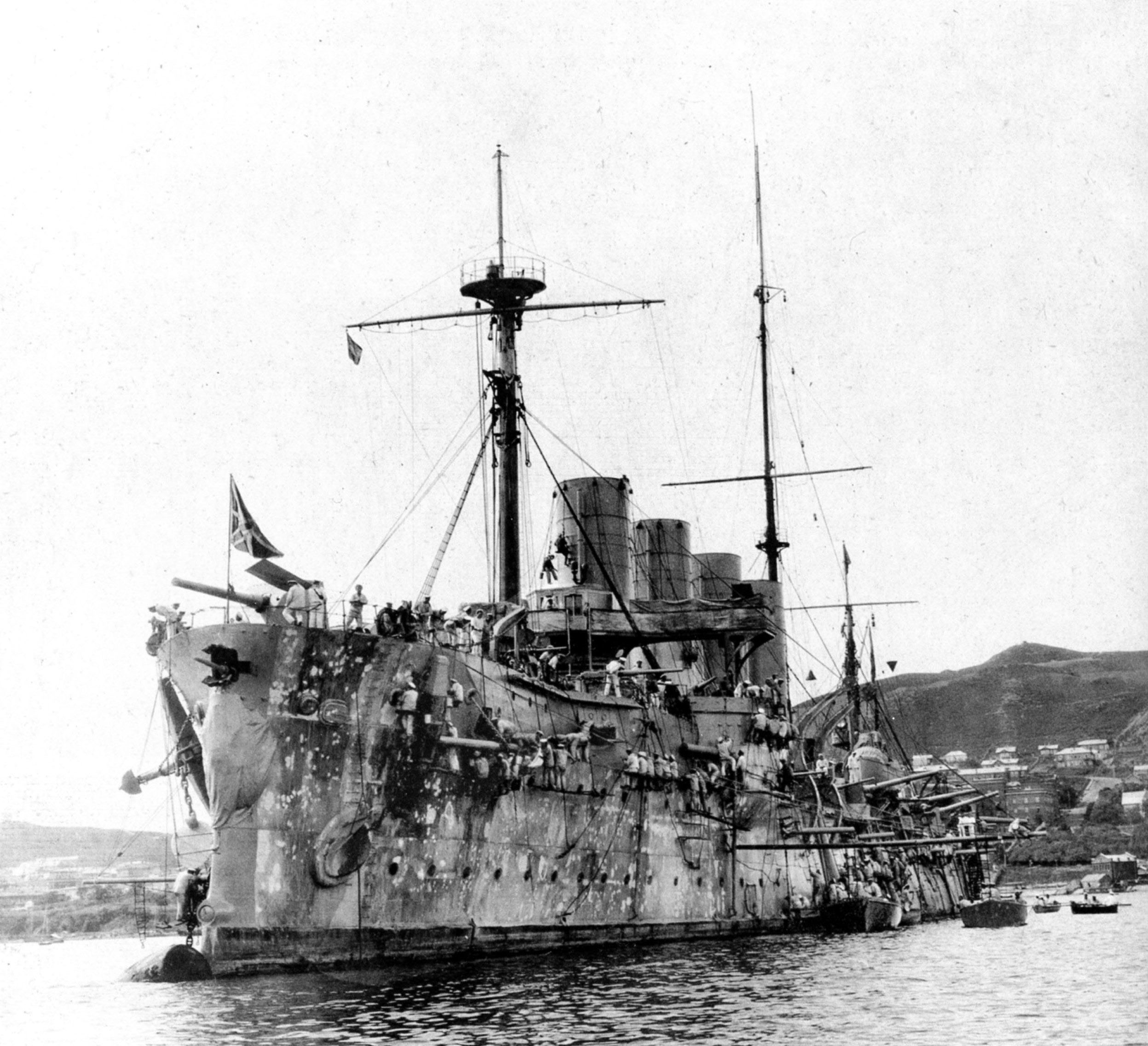
Повреждённый крейсер во Владивостоке после боя в Корейском проливе, 1904.

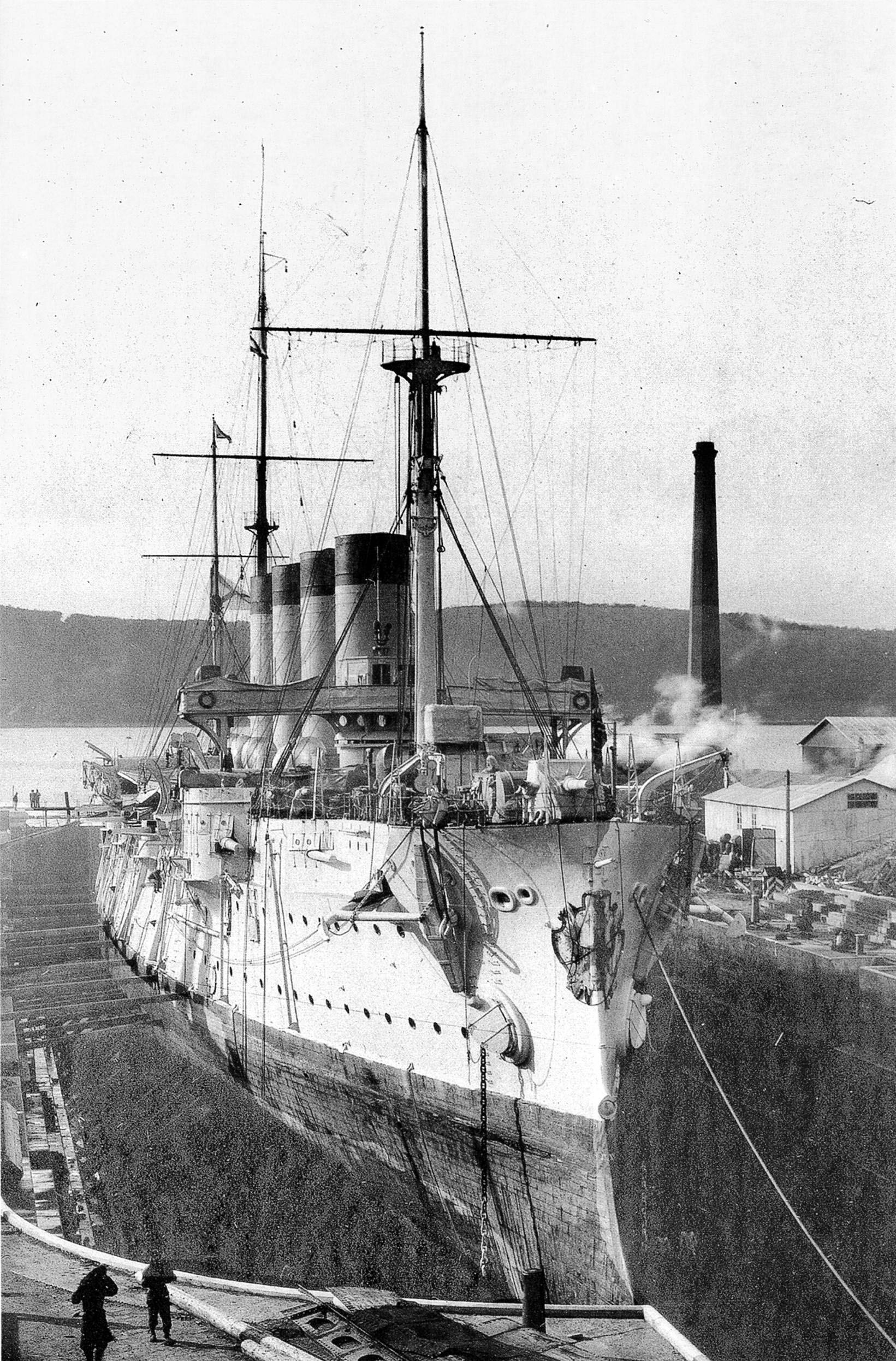
Ремонтные работы в сухом доке во Владивостоке, 1904.

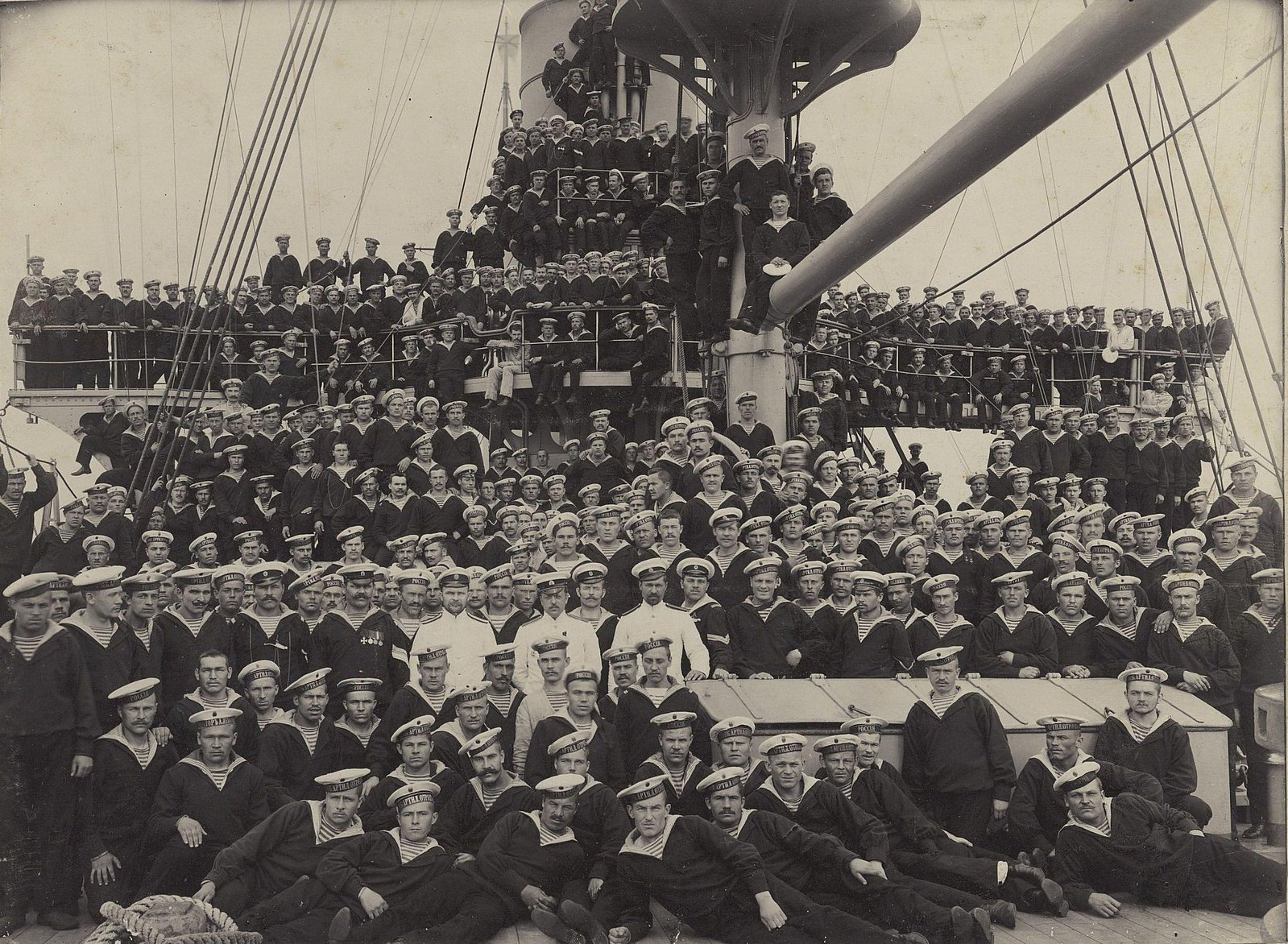
Моряки на броненосном крейсере «Россия». 1908~1909 гг.

- Переведён с Балтийского моря на Дальний Восток в состав эскадры Тихого океана, где под командованием капитана 1-го ранга А. П. Андреева стал флагманским кораблём Владивостокского отряда крейсеров. За время крейсерства с апреля 1904 по апрель 1905 года потопил два японских транспорта, 6 японских шхун, английский пароход «Knight Commander», германский пароход «Tea» и ещё 4 японских судна.
- 1 августа 1904 — Бой с эскадрой японских броненосных крейсеров в Корейском проливе у о. Ульсан. Тяжело повреждён (48 убитых, 165 раненых). Бой показал серьёзные конструктивные недостатки артиллерийского вооружения корабля.
- Во время ремонта на верхней палубе вместо 6х75-мм орудий верхней палубы установлены 6х152-мм, ютовые орудия перенесены в нос, погонное орудие перенесено на верхнюю палубу, увеличены сектора обстрела. Для защиты прислуги от опустошительного действия японских снарядов, которые засыпали при разрывах корабли массой осколков, установлена импровизированная щитовая защита открытых орудий из стальных сетей и матросских коек, со временем заменённая на более современную[1].
- Зима 1904−1905 — Использовался в качестве плавучего форта с целью флангового обстрела побережья Амурского залива при возможной атаке Владивостока по льду, для чего был вморожен в лёд у входа в бухту Новик.
- 1905 — во время новых боевых походов на корабль был принят и произведены испытания змейкового аэростата для наблюдения за морем и поиском неприятельских судов[2].
- 1906—1909 — Капитальный ремонт в Кронштадтских мастерских Балтийского завода (отремонтирован корпус, механизмы и устройства, демонтирована средняя машина экономического хода, заменены котлы, облегчён рангоут).
- 1909 — Зачислен в отряд первого резерва.
- 1911 — Зачислен в бригаду крейсеров Балтийского моря.
- Сентябрь 1912 — март 1913 — Поход в Атлантику с учениками школ строевых унтер-офицеров.
- Сентябрь 1913 — 28 февраля 1914 — Поход в Атлантику с учениками школ строевых унтер-офицеров.
- 1914 — Флагман 2-й бригады крейсеров Балтийского моря.
- Сентябрь 1914 — Участвовал в набеговых операциях на коммуникации противника.
- Январь 1915 — Участвовал в постановке активных минных заграждений, прикрытии минно-заградительных, разведывательных и набеговых действий лёгких сил флота.
- 1915—1916 — Перевооружён (6х203/45, 14х152/45, 2х47, 3 пулемёта; для установки дополнительных 203-мм орудий срезан полубак)[3].
- 25 октября 1917 — Вошёл в состав советского Балтийского флота.
- 22—25 декабря 1917 — В составе отряда крейсеров перешёл из Гельсингфорса в Кронштадт.
- Май 1918 — Поставлен на консервацию в Кронштадтском военном порту.
- 1919 — Часть 152-мм орудий передана для обороны Риги.
- 1 июля 1922 — Продан на слом совместному советско-германскому акционерному обществу «Деруметалл».
- 3 октября 1922 — Сдан «Рудметаллторгу» для разборки.

В конце 1922 года при буксировке в Германию крейсер попал в сильный шторм и был выброшен на банку Девельсей у Таллина.
Впоследствии снят спасательной экспедицией Морских Сил Балтийского Моря и отведён в Киль, где и разобран.

## Командиры
- 20.06.1894 — 15.01.1896 — капитан 1-го ранга Сильверсван, Фёдор Николаевич
- 25.01.1896 — 27.03.1900 — капитан 1-го ранга Доможиров, Александр Михайлович
- 27.03.1900 — 09.09.1902 — капитан 1-го ранга Серебренников, Пётр Иосифович
- 09.09.1902 — 05.01.1904 — капитан 1-го ранга Арнаутов, Константин Петрович
- 05.01.1904 — 11.10.1904 — капитан 1-го ранга Андреев, Андрей Парфёнович
- 11.10.1904 — 02.10.1906 — капитан 1-го ранга Лилье, Владимир Александрович
- 02.10.1906 — 22.04.1907 — капитан 1-го ранга Студницкий, Ипполит Владимирович
- 22.04.1907 — 05.10.1909 — капитан 1-го ранга Загорянский-Кисель, Аполлинарий Сергеевич
- 05.10.1909 — 05.08.1912 — капитан 1-го ранга Блохин, Константин Платонович
- 05.08.1912 — 03.08.1914 — капитан 1-го ранга Ворожейкин, Сергей Николаевич
- 03.08.1914 — 27.04.1915 — капитан 2-го ранга (с 25.08.1914 капитан 1-го ранга) Подгурский, Николай Люцианович
- 27.04.1915 — хх.хх.1917 — капитан 1-го ранга Щетинин, Алексей Алексеевич
- в 1918 — капитан 2-го ранга Гинтер, Павел Николаевич[источник не указан 3335 дней]